# Sciuscià (film)
Sciuscià è un film drammatico italiano del 1946 diretto da Vittorio De Sica.
Considerato uno dei capolavori del neorealismo italiano, opera del noto binomio De Sica / Zavattini (regista il primo, soggettista e sceneggiatore il secondo) fu la prima pellicola ad aggiudicarsi il Premio Oscar al miglior film in lingua straniera, all'epoca consegnato come Oscar onorario con la seguente motivazione:
Il film tratta tematiche legate ai bambini e alla difficile vita che essi sono costretti a portare avanti per sopravvivere al degradato e povero dopoguerra italiano. Sciuscià è un termine della lingua napoletana, ora in disuso, che deriva dall'inglese shoeshine e stava ad indicare i lustrascarpe di strada (ma non i calzolai professionali).
Protagonisti del film sono i piccoli Rinaldo Smordoni e Franco Interlenghi. Per i due ragazzi, letteralmente presi dalla strada, si trattava della prima esperienza davanti alla macchina da presa. Per Interlenghi fu anche l'inizio di una lunga carriera di attore nel mondo del cinema.

## Trama

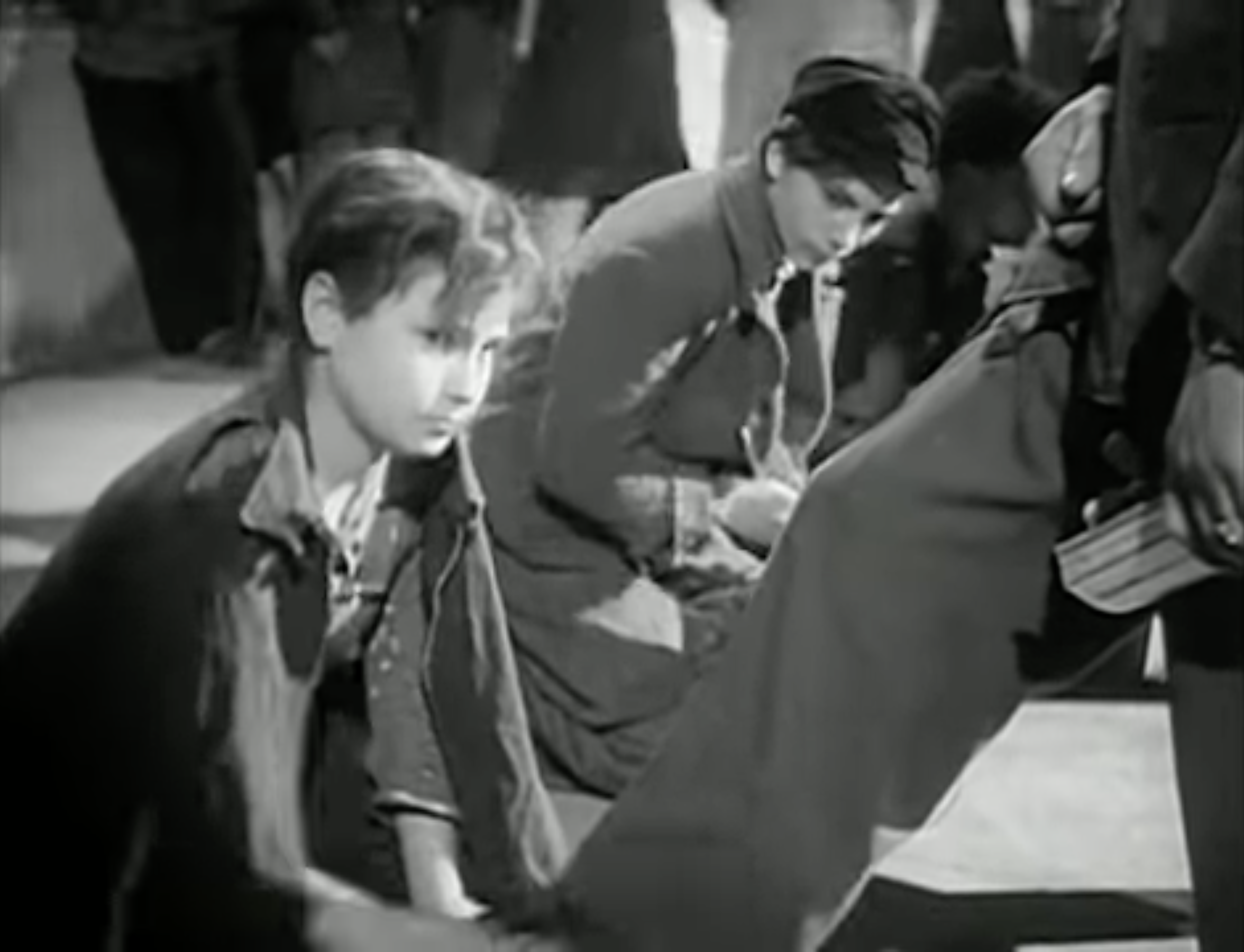
Giuseppe (Rinaldo Smordoni) e Pasquale (Franco Interlenghi) mentre lustrano le scarpe

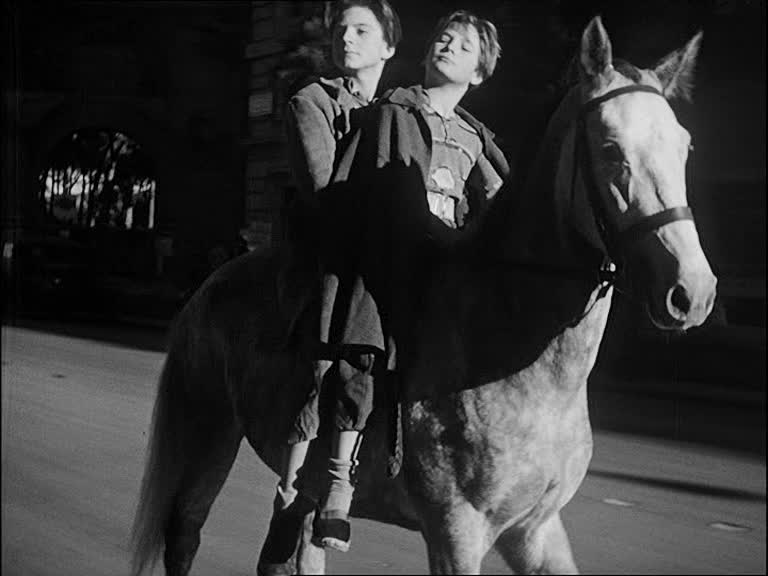
Pasquale e Giuseppe sul loro cavallo

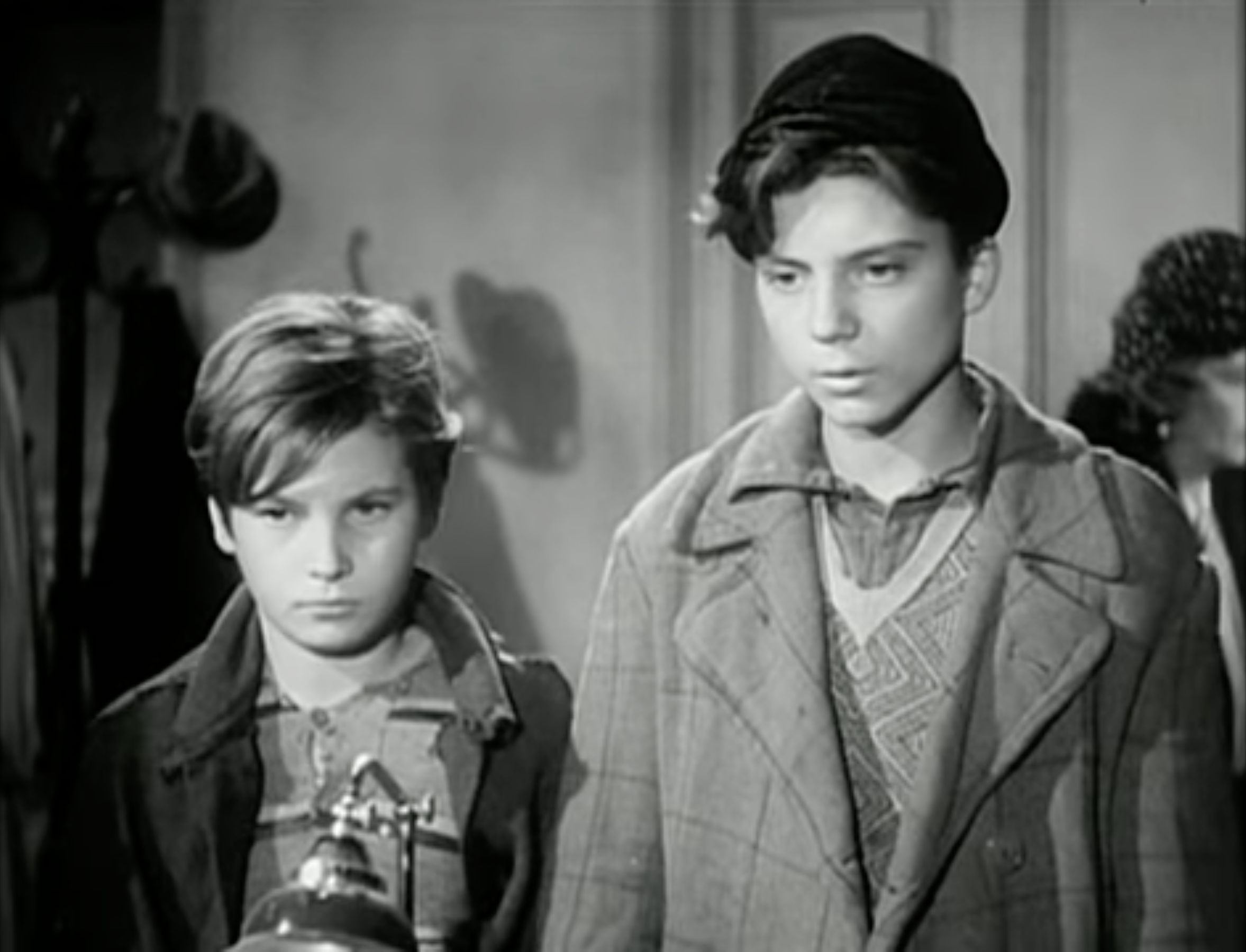
Giuseppe e Pasquale al commissariato

Pasquale e Giuseppe lavorano come lustrascarpe sui marciapiedi della violenta via Veneto a Roma.
Appena possono corrono a Villa Borghese e con 300 lire affittano un cavallo bianco chiamato Bersagliere e lo cavalcano in due. Con la complicità di Attilio, il fratello più grande di Giuseppe, i due si trovano coinvolti senza volerlo in un furto a casa di una cartomante, alla quale volevano rivendere coperte americane su commissione del "Panza", un uomo che traffica oggetti illegalmente. Prima di essere arrestati e portati in un carcere minorile riescono a realizzare il loro sogno: comprare Bersagliere, che verrà affidato alle cure di uno stalliere.
I ragazzi vengono rinchiusi in celle diverse e sperimentano l'inganno e la vendetta. Il commissario e il direttore del carcere fanno credere a Pasquale che Giuseppe verrà frustato se lui non rivelerà i nomi dei complici del furto presso la chiromante. Pasquale cade nel tranello e parla. Quando Giuseppe, ignorando il motivo per cui lo ha fatto, viene a sapere che l'amico ha fatto il nome del fratello, decide di vendicarsi e rivela a Staffera, l'assistente del direttore, che nella cella di Pasquale è nascosta una lima, della quale in realtà Pasquale non sa nulla. Gli eventi precipitano: durante una proiezione cinematografica, Giuseppe e il suo compagno di cella Arcangeli fuggono dal carcere.
Pasquale, per la paura di perdere Bersagliere, rivela a Staffera dove sono i due evasi e lo conduce alla stalla dove è custodito il cavallo. Su un ponticello nei pressi della stalla, Pasquale affronta Giuseppe e Arcangeli in sella a Bersagliere. Arcangeli fugge mentre Giuseppe, rimasto solo, scende dal cavallo e Pasquale comincia a frustarlo con la sua cintura, finché Giuseppe inciampa, cade dalla spalletta del ponte e muore.
Pasquale, rinsavitosi dalla smania di vendetta, non potrà fare altro che piangere disperato l'amico, urlando al mondo il suo dolore mentre arriva la polizia e Bersagliere si allontana dal ponte.

## Produzione

I due protagonisti con il commissario (Leo Garavaglia) e la chiromante (Maria Campi)

### Riprese
Prodotto da Paolo William Tamburella per ALFA Cinematografica, il film fu girato interamente negli studi della Scalera in via Appia Nuova a Roma, nell'autunno del 1945. Tra le location esterne figurano Piazza Cavour, il carcere di Regina Coeli e Porto di Ripa Grande, oggi scomparso.

## Distribuzione
Il film uscì nelle sale cinematografiche italiane il 27 aprile 1946, mentre negli Stati Uniti, reso con il titolo internazionale "Shoeshine", venne distribuito a partire dal 27 agosto dello stesso anno; in Francia dal 26 febbraio 1947 e in tutto il resto del mondo solo dal 1952 in poi.

## Accoglienza

### Incassi
Alla sua uscita il film, nonostante le recensioni generalmente positive, fu rifiutato dal pubblico, che in quel momento prediligeva i film americani disimpegnati. Durante la proiezione a Milano, uno spettatore chiese a De Sica: "Le sembra giusto mettere in piazza le miserie del nostro paese?" Solo dopo il suo successo internazionale, Sciuscià ottenne buoni incassi anche in patria.
Fino al 31 dicembre 1952, contro un budget di meno di un milione di lire, il film incassò complessivamente £ 55.800.000 solo in Italia, per arrivare ad un incasso mondiale di oltre 1 milione di dollari, grande successo per l'epoca.

### Critica
Indro Montanelli, sul Corriere d'Informazione, 28 aprile 1946:
Luigi Comencini, sull'Avanti!, 28 aprile 1946:
Dino Risi su Milano Sera, 28 aprile 1946:
Achille Valdata sul periodico torinese Cine-Teatro n. 10 del 15 maggio 1946, affermò: 
Gianni Rondolino nel Catalogo Bolaffi del cinema italiano vol. 1, scrisse:

## Riconoscimenti
- 1948 - Premio Oscar[12]
  - Miglior film straniero a Vittorio De Sica (Italia)
  - Candidatura per la migliore sceneggiatura originale a Sergio Amidei, Adolfo Franci, C. G. Viola e Cesare Zavattini
- 1946 - Nastro d'argento
  - Migliore regia a Vittorio De Sica[13]
- 1947 - National Board of Review Award
  - Migliori dieci film dell'anno, come 3°[14][15]

Il film è stato successivamente inserito nella lista dei 100 film italiani da salvare, ossia le 100 pellicole "che hanno cambiato la memoria collettiva del Paese tra il 1942 e il 1978".

## Curiosità
- Soltanto nel 2014 il protagonista Rinaldo Smordoni, per la prima volta dopo 68 anni dalla realizzazione del film di Vittorio De Sica, riappare sullo schermo, nel documentario Protagonisti per sempre di Mimmo Verdesca, film vincitore nel 2015 del Giffoni Film Festival nella categoria "miglior documentario", in cui racconta le sue esperienze cinematografiche di giovanissimo attore preso dalla strada e le scelte che hanno caratterizzato la sua vita dopo il grande successo.
- Nel 2016 sempre Mimmo Verdesca realizza Sciuscià 70, un documentario che racconta nei dettagli l'avventurosa lavorazione del film di De Sica, con nuove testimonianze dei protagonisti, un ricco e inedito materiale d'archivio e riscoprendo i luoghi romani dove il film fu girato. Il film di Verdesca, che celebra anche i 70 anni di Sciuscià, ha vinto il Nastro d'argento speciale del 70° del SNGCI.